# الکس بلیگناوت
الکس بلیگناوت (انگلیسی: Alex Blignaut؛ زادهٔ ۳۰ نوامبر ۱۹۳۲ در ژوهانسبورگ، درگذشتهٔ ۱۵ ژانویهٔ ۲۰۰۱ در هانی‌دیو، ژوهانسبورگ) رانندهٔ مسابقات اتومبیل‌رانی فرمول یک اهل آفریقای جنوبی بود که در فصل ۱۹۶۵ در مجموع در یک گراند پری شرکت کرد، اما موفق به کسب هیچ امتیازی نشد.
بلیگناوت در ۱۵ ژانویه ۲۰۰۱ بر اثر برق‌گرفتگی در مزرعهٔ شخصی خودش به‌هنگام تعمیر یک دستگاه کشاورزی در هانی‌دیو، ژوهانسبورگ درگذشت.